# Solenocera atlantidis
Solenocera atlantidis är en kräftdjursart som beskrevs av Martin D. Burkenroad 1939. Solenocera atlantidis ingår i släktet Solenocera och familjen Solenoceridae. Inga underarter finns listade i Catalogue of Life.